# Закон Украины «О судоустройстве и статусе судей»
Закон Украины «О судоустройстве и статусе судей» — Закон, который определяет организацию судебной власти и осуществления правосудия на Украине.

## Судебная реформа 2010
Закон принят 7 июля 2010 года в ходе судебной реформы Президента Януковича, идеологами которой были Андрей Портнов и Сергей Кивалов.
Эксперты отмечали, что судебная реформа 2010 года осуществлялась в условиях полного доминирования Президента в политической системе Украины, в очень сжатые сроки и кулуарно.
Закон объединил в себе положения двух Законов: «О статусе судей» (1992) и «О судоустройстве Украины» (2002). Среди его основных новаций:
- существенно уменьшена роль Верховного Суда Украины;
- образован новый суд — Высший специализированный суд Украины по рассмотрению гражданских и уголовных дел
- существенно изменена организация деятельности Высшего совета юстиции, увеличены его полномочия;
- новая законодательная формулировка оснований для увольнения судей «за нарушение присяги»;
- ослаблены гарантии независимости судей;
- рычаги влияния на судейский корпус перераспределены от Парламента в пользу Президента;
- практически нивелировано судейское самоуправление;
- существенно изменен порядок занятия должности судьи[4].

Кроме того, вводилась автоматизированная система документооборота суда; ликвидированы военные суды.

## Судебная реформа 2015
Закон «О судоустройстве и статусе судей» изложен в новой редакции Законом Украины «Об обеспечении права на справедливый суд», проект которого разработан Советом по вопросам судебной реформы под управлением заместителя главы Администрации Президента Порошенко О.В. Филатова. При этом был отвергнут альтернативный законопроект, продвигался Реанимационным пакетом реформ.
Основные новации новой редакции Закона «О судоустройстве и статусе судей», вступившей в силу 29 марта 2015 года, предусматривают:
- создание апелляционных общих судов округов;
- обязанность судей обращаться с сообщением о случаях неправомерного вмешательства в их деятельность;
- периодическую подготовку судей в Национальной школе судей Украины;
- мониторинг соответствия уровня жизни судьи имеющемся у него и членов его семьи имущества и полученным ими доходами;
- изменение порядка занятия должности судьи;
- конкурсный порядок назначения судей на административные должности;
- ведение судейского досье;
- введение квалификационного оценивания судей, новые положения о подготовке судей и их регулярного оценивания;
- расширение оснований и меры дисциплинарной ответственности судей;
- увеличение и изменение состава Высшей квалификационной комиссии судей Украины[укр.];
- несколько усиленное судейское самоуправление и др.

Отмечено, что закон «несколько увеличивает влияние Президента Украины на судебную систему».